# Chiesa di Santa Maria de Lama
La chiesa di Santa Maria de Lama è una delle più antiche Chiese di Salerno. In essa vi sono le migliori (e frammentarie) testimonianze di pittura longobarda presenti a Salerno.

## Storia
Nata probabilmente come cappella di fondazione privata di qualche nobile, la chiesa venne edificata quando la città era nel pieno della dominazione longobarda, vale a dire tra il X e l'XI secolo; secondo i documenti era frequentata dagli amalfitani, il cui quartiere delle Fornelle si trova poco lontano da essa. Il nome de Lama è dovuto al torrente che scorre ancora adesso davanti all'edificio sotto il livello stradale.
Inizialmente la chiesa doveva essere costruita su un preesistente edificio romano del II secolo (forse delle terme), di cui rimangono alcune murature in opus reticulatum, e doveva presentare una pianta quadrata (tipica degli edifici di culto bizantini) e un ingresso rivolto a Sud: ciò che rimane di questo primo periodo è l'attuale cripta, in cui sono ancora visibili i resti di alcuni affreschi di fattura longobarda-beneventana. 
A causa di un evento naturale (un terremoto, o una delle tante inondazioni che colpirono la zona) nel XIII secolo la chiesa fu restaurata radicalmente: furono demolite le volte e sul precedente edificio (che divenne così cripta) fu costruita la chiesa attuale, con la pianta rivolta ad ovest. La chiesa nuova fu decorata con affreschi. Probabilmente i pavimenti dovevano essere decorati con mosaici cosmateschi simili a quelli ancora esistenti nella Cattedrale.
Dopo circa un secolo, la cripta cessò le sue funzioni, fu sigillata e divenne un sepolcreto, in cui i corpi venivano gettati da una botola nel pavimento. La chiesa superiore nel XVII sec. assunse la nuova denominazione di "Sant'Alfonso ai gradoni" e fu restaurata in stile barocco (cosa che comportò la perdita di quasi tutti gli affreschi e i mosaici), mentre sul lato sud s'impiantò la bottega di un carbonaio; poi fu chiusa cadendo in rovina e finendo diroccata (soprattutto a causa di vari eventi naturali, quali il sisma del 1980). 
Solo nel 1991 sono cominciati i lavori di restauro che hanno portato alla sua riapertura nel 1996.

## Gli affreschi

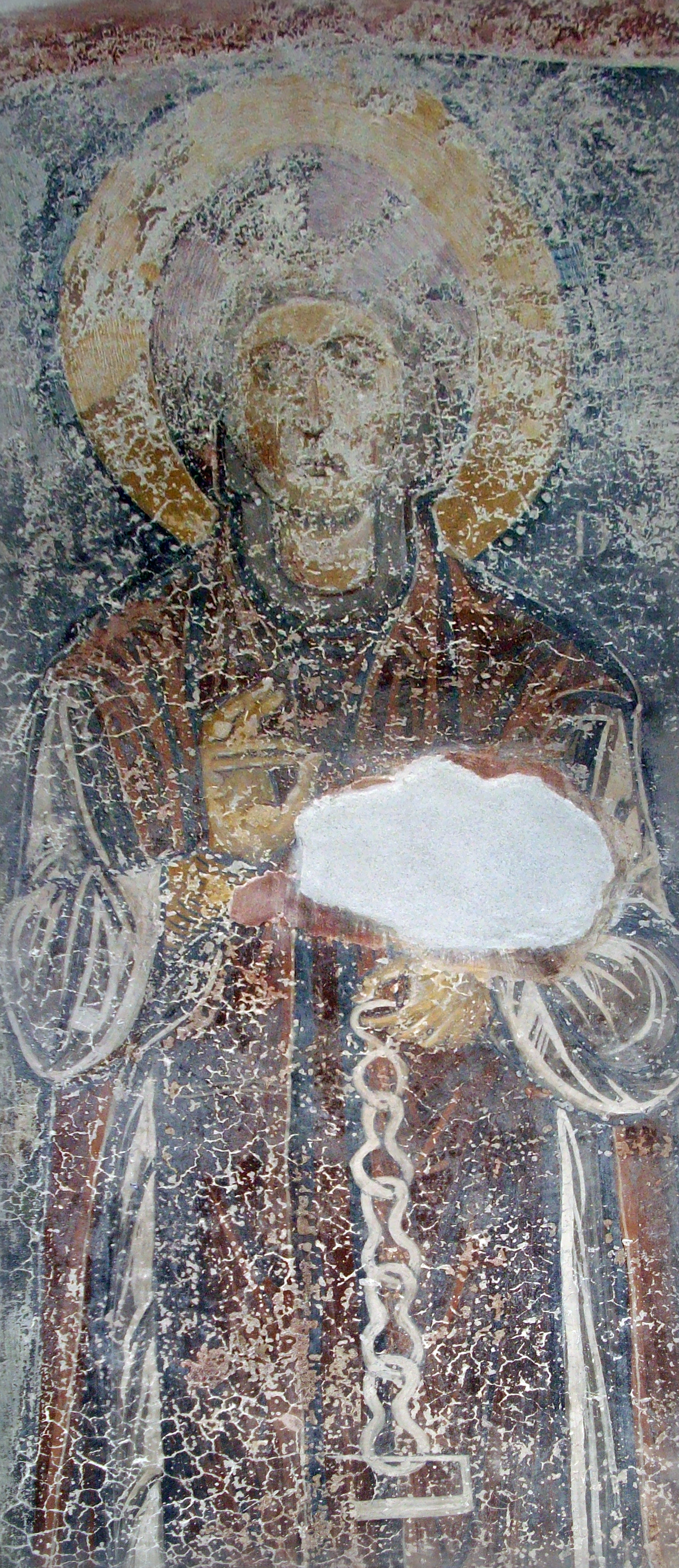
Affresco con San Leonardo, già creduto Santa Radegonda

Gli affreschi della chiesa sono stati realizzati tra l'epoca longobarda (X-XI secolo) e il Basso Medioevo (XIII-XV secolo). 
I più antichi costituiscono le meglio conservate (ma frammentarie) testimonianze di pittura longobarda presenti in città.

### X-XI secolo
Della costruzione longobarda resta soltanto l'attuale cripta, in cui sono ancora visibili i resti di alcuni affreschi di fattura longobarda-beneventana raffiguranti i santi Bartolomeo e Andrea (quest'ultimo, in accordo con i canoni figurativi dell'epoca, non è presentato con la sua croce, ma quale semplice apostolo con donatore ai piedi). 

### XIII-XV secolo

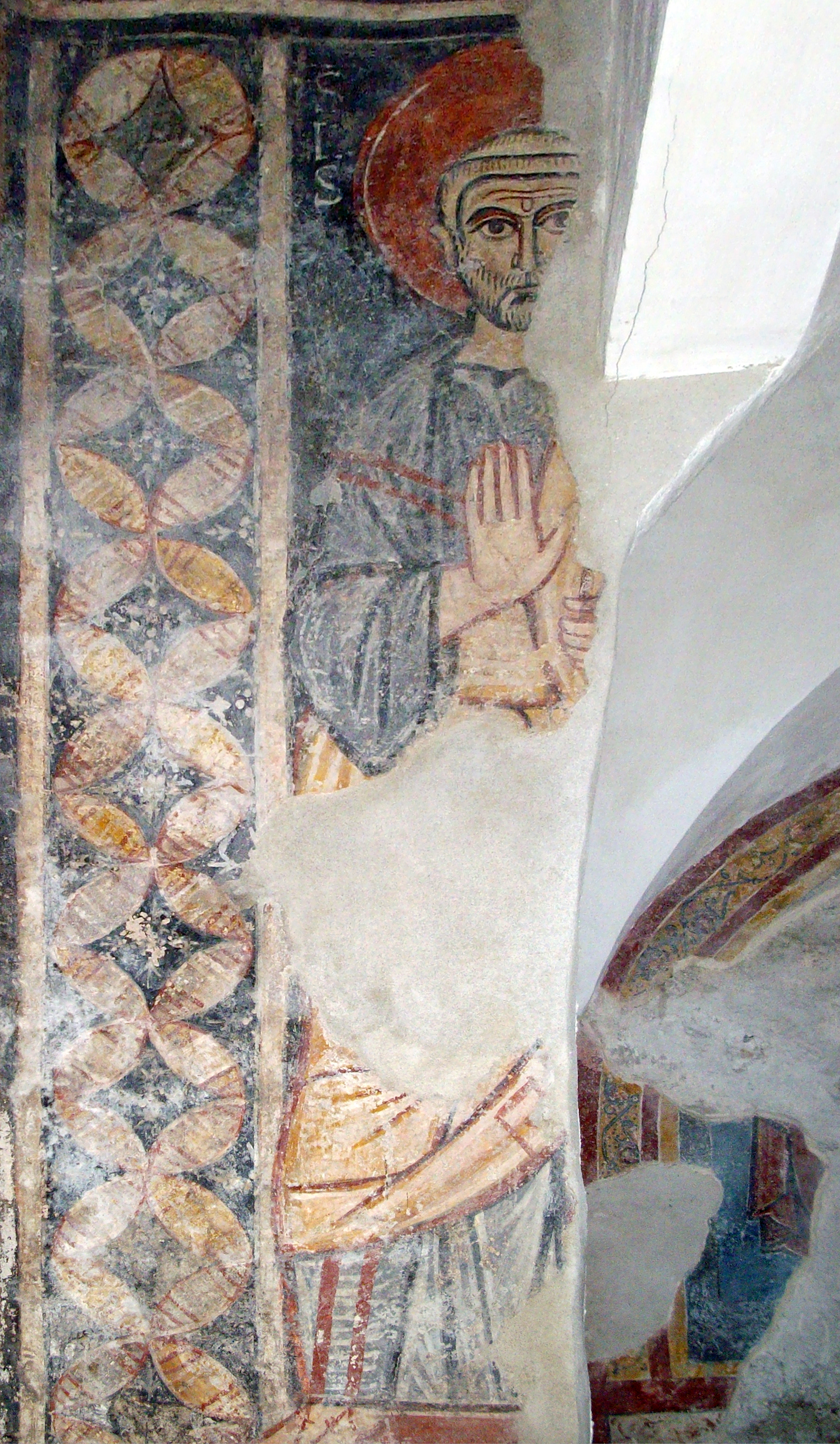
Affresco con Santo Apostolo non identificato

Nel XIII secolo la chiesa fu restaurata radicalmente: furono demolite le volte e sul precedente edificio (che divenne così cripta) fu costruita la chiesa attuale, decorata con affreschi sulle pareti (tutti perduti, tranne qualche resto nelle absidi minori) e sulle colonne. s
Su due di queste, sono ancora visibili uno stupefacente Ecce Homo forse ancora trecentesco e una Maddalena di scuola senese (metà del XV secolo). 
Nella cripta, sempre funzionante nonostante il "declassamento", furono aggiunti nuovi affreschi, tutti del XIII secolo, raffiguranti i santi Stefano, Lorenzo e Leonardo, mentre tracce di una Madonna in trono con Bambino e Santi è ancora visibile sul lato nord. 
Altri due affreschi con figure di santi non identificati sono stati staccati dalla parete ovest e portati al locale Museo diocesano.

## Caratteristiche
La chiesa ha due livelli: nell'inferiore si ha la chiesa longobarda del X-XI secolo (scoperta nel 1970 e con solo la cripta) e nel superiore (che si ha attualmente alla vista) si trova la chiesa rifatta nel Duecento con campanile del Seicento.
La cripta longobarda -voluta da Guidone, fratello di Guaimario IV- ha la cappella a pianta quadrata con ingresso a sud ed un'unica abside a pianta circolare.

### Stato di conservazione
Attualmente (2013) gli affreschi della cripta appaiono assai danneggiati: non tanto a causa delle infiltrazioni d'acqua (da non dimenticare che il torrente Lama, attualmente sotterraneo, scorre proprio lungo la parete O dell'edificio), ma a causa del cambiamento climatico della cripta. Per alcuni secoli infatti, questa era stata ermeticamente sigillata, e la presenza dell'acqua e del terriccio avevano creato un microclima che era rimasto pressoché costante ed inalterato. 
Con l'apertura della struttura al turismo e lo svuotamento dal fango e dai resti ossei che si estendevano in pratica fino al soffitto, i batteri dell'atmosfera esterna hanno attaccato gli affreschi, creando su di essi una pellicola biancastra di sali che stanno coprendo e corrodendo pian piano i colori e gli intonaci. Si è trovato recentemente (2022) un parziale rimedio a questa situazione.